# Малий Микільський собор
Малий Микі́льський собо́р («Малий Мико́ла») — православний храм у Києві, збудований князем Дмитром Голіциним у 1715 р. на території Микільского Пустинного («Слупського») монастиря. Знищений більшовиками у першій половині 1930-х років. На місці монастиря із собором у середині 1930-х років звели комплекс житлових будинків для офіцерів Українського військового округу (сучасна адреса — вул. Івана Мазепи, 3—5).

## Історія храму
У XVII столітті на місці Микільського собору стояв кам'яний стовп із образом святого Миколая. Існувала легенда, що 1113 року князь Мстислав Володимирович під час полювання заблукав у лісі на дніпрових кручах і раптом на галявині у лісі побачив ікону, що висіла на дереві (або на високому пні) та світилася. За іншою версією, то був мурований стовп із образом. На честь цього князь заснував там Микільський пустинний чоловічий монастир, який до XVII століття містився у печерах поблизу теперішньої Аскольдової могили, а у 1690-х роках переїхав вище по схилу, в район сучасної площі Слави, де коштом гетьмана Івана Мазепи побудували собор святого Миколая та комплекс мурованих і дерев'яних монастирських будівель.
У 1713—1715 роках київський губернатор Дмитро Голіцин збудував для Микільського монастиря в околицях сучасної Арсенальної площі ще одну церкву святого Миколи, навпроти або поблизу того місця, де стояв стовп (або, за деякими джерелами — каплиця) з іконою святого Миколая. Нову Микільську церкву на противагу Микільському собору — «Миколі Великому», почали називати «Малим Миколою». Це була тринавна однобанна церква у бароковому стилі, кожна нава була вкрита окремим дахом, середня нава була значно вищою за бічні. Західний, головний фасад виходив на вулицю і мав бароковий фронтон, увінчаний трьома шпилями з ріпідами. Стіни церкви були декоровані пілястрами та півциркульними вікнами. Грушоподібна баня церкви мала сильно витягнуті форми і стояла на такому ж витягнутому гранчастому барабані — така форма нагадувала про старовинну легенду про стовп (пол. słup) святого Миколая, тому церкву також почали називати Стовповою або Слупською. У деяких краєзнавчих працях зустрічається помилка, якої припустився ще, ймовірно, Максим Берлинський, що ця народна назва походить від форми церковної бані. У 1732 році Микільський монастир розділили на два відділення — при «Великому» і при «Малому» Миколах, останній за неформальною назвою церкви так само почав називатися Слупським. Малий Микільський монастир підпорядковувався Великому Микільському монастиреві, наприкінці XVIII століття тут мешкало всього п'ять ченців. Після секуляризації у 1786 році земель обох монастирів вони почали занепадати.
У 1830 році почалося будівництво Нової Печерської фортеці, у зв'язку з чим Великий Микільський собор із прилеглими монастирськими будівлями передали військовому відомству та перетворили на гарнізонний храм, а монастирську братію перевели до «Малого Миколи». Останній, попри набутий статус собору, був досить невеликою церквою, яка не могла вмістити всю братію, до того ж, на відміну від комплексу Великого Микільського монастиря, решта будівель Малого Микільського монастиря були дерев'яними, старими і також затісними для ченців. Архімандрит Варлаам, який очолював обидва відділення монастиря, почав планувати розширення обителі, зокрема, перебудову церкви та спорудження за проєктом архітектора А. Меленського комплексу мурованих монастирських будівель. Кошторис цього проєкту склав 376 233 рублів 10 коп. Микільський монастир не мав таких коштів, тому архімандрит звернувся до влади із клопотанням про виділення необхідної суми із державної казни, але натомість 12 липня 1831 року отримав у відповідь розпорядження про повну ліквідацію монастиря та розподілення ченців по інших обителях Київської єпархії. Тоді архімандрит Варлаам, заручившись підтримкою митрополита Євгенія та київського генерал-губернатора Левашова, порушив інше клопотання: залишити Микільський монастир у рамках комплексу Малого Слупського монастиря, а за те він зобов'язується своїми силами віднайти кошти на перебудову і благоустрій монастиря. У 1833 році Святійший Синод погодився на такі умови, і 1 серпня 1833 року імператор Микола I ухвалив відповідне рішення.
У 1835 році в монастирі почалися будівельні роботи. Спочатку звели кілька мурованих службових будівель, пізніше розширили власне Малий Микільський собор, добудувавши бічні престоли в ім'я Усіх Святих та святого Пантелеймона, а також теплу церкву святого Димитрія Ростовського. У 1874—1875 роках (за деякими джерелами — у 1843 році) над брамою монастиря спорудили високу муровану триярусну дзвіницю із скромним класицистичним декором і напівсферичною банею із світловим ліхтарем, яку пізніше замінили на грушоподібну. У 1890 році собор реконструювали за проєктом архітектора В. Ніколаєва; в результаті над бічними вівтарями додалися дві приземкуваті грушоподібні та дві масивні цибулясті бані, що певною мірою спотворило первісний бароковий вигляд храму.
Іконостас і живопис храму на момент руйнації храму були порівняно новими — 2-ї половини XIX століття. Однак храм мав декілька реліквій — зокрема, рукописне Євангеліє 1411 року, срібний 8-кінцевий хрест, який, ймовірно, належав Петру Сагайдачному, та хрест із мощами, подарований Стефаном Яворським, а також три старовинні ікони святого Миколая, одна з яких вважалася чудотворною.
Після встановлення в Києві більшовицької влади Малий Микільський собор продовжувала використовувати традиційна «старослов'янська громада». На межі 1920-х—1930-х років комуністична влада почала закривати церкви і конфісковувати їхнє майно, а пізніше — і фізично знищувати храми. Відомо, що станом на 1930 рік Малий Микільський собор із монастирем ще стояли, але у 1934 році вже був представлений проєкт будівництва на місці монастиря комплексу будинків для командування Київським військовим округом авторства Йосипа Каракіса. Найімовірніше, що саме в період з 1930 по 1934 рік собор та монастир знесли.